# Fianga
Fianga  è un comune del Ciad situato nel dipartimento di Mont d'Illi, provincia di Mayo-Kebbi Est. 
È il capoluogo del dipartimento.